# Charlotte's Web (Pretty Little Liars)
"Charlotte's Web" é o décimo segundo episódio da sexta temporada da série de televisão Pretty Little Liars. O episódio foi transmitido em 19 de janeiro de 2016 pela Freeform. Foi dirigido por Joanna Kerns e escrito por Jonell Lennon e Lijah Barasz.

## Enredo
Conforme as garotas são forçadas à continuar em Rosewood, novas questões surgem em relação ao novo mistério que rodeia a cidade. Aria tem de ir até Boston rapidamente e levanta suspeitas, enquanto Emily continua mentindo sobre sua vida na Califórnia e Alison fica de olho nas amigas.

## Produção
"Charlotte's Web" foi escrito por Jonell Lennon e Lijah Barasz e dirigido por Joanna Kerns. As filmagens do episódio tiveram início em 6 de julho de 2015 e terminaram em 14 de julho. O título e a sinopse do episódio e do episódio seguinte foram revelados em 28 de dezembro de 2015 durante uma conferência oficial.

## Transmissão
O episódio foi transmitido em 19 de janeiro de 2016 pela Freeform e alcançou 1.66 milhões de telespectadores, uma média menor em relação ao episódio anterior, que foi assistido por 2.25 milhões.